# عبدالحسین نیک‌گهر
عبدالحسین نیک‌گهر (متولد ۱۳۱۶ در تالش) جامعه‌شناس و مترجم ایرانی است.

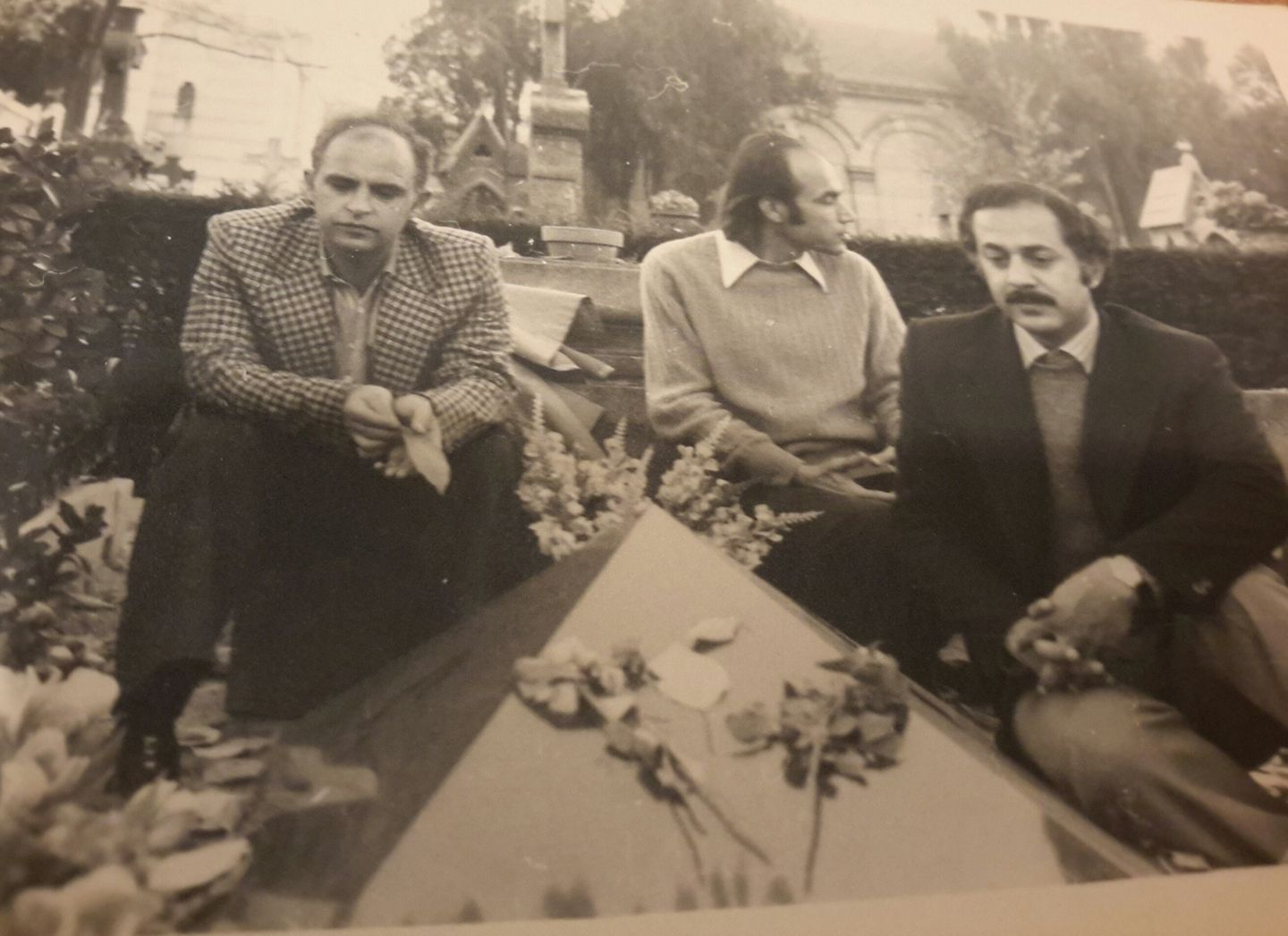
از چپ: عبدالحسین نیک‌گهر، رضا داوری اردکانی و سیروس سهامی، آرامگاه صادق هدایت، ۲۱ فروردین ۱۳۵۳

## سال‌شمار زندگی
- تحصیلات ابتدایی و دبیرستان در رشت، دیپلم ششم ادبی دبیرستان مروی تهران ۱۳۳۵
- لیسانس فلسفه و علوم تربیتی، دانشجوی رتبه اول از دانشگاه تبریز ۱۳۳۹ و اعزام به فرانسه
- دکتری دانشگاهی جامعه‌شناسی از سوربن ۱۳۴۳
- تدریس در دانشگاه مشهد ۱۳۴۵ تا ۱۳۴۷
- استادیار جامعه‌شناسی دانشگاه تهران ۱۳۴۸ - ۱۳۵۰
- اعزام به فرانسه و اخذ دکتری دولتی جامعه‌شناسی از سوربن ۱۳۵۳
- دانشیار جامعه‌شناسی دانشگاه تهران ۱۳۵۴
- رئیس مؤسسه مطالعات و تحقیقات اجتماعی دانشگاه تهران ۱۳۵۴- ۱۳۵۵
- مدیر گروه آموزشی جامعه‌شناسی دانشگاه تهران ۱۳۵۶ - ۱۳۵۷
- رئیس دانشکده علوم اجتماعی و تعاون دانشگاه تهران ۱۳۵۷-۱۳۵۸
- راهنمایی ده‌ها پایان‌نامه در دوره کارشناسی ارشد و دکتری
- طرح و اجرای بیش از یکصد طرح پژوهشی در مؤسسات تحقیقاتی زیر:
  - مؤسسه عالی پژوهش تأمین اجتماعی ۱۳۷۰ - ۱۳۷۹
  - پژوهشگاه نیرو ۱۳۸۲- ۱۳۸۳ - مرکز ملی مطالعات و سنجش افکار عمومی از ۱۳۷۵ تا امروز

## تالیف
- فرهنگ علوم اقتصادی و بازرگانی و مالی، نشر علمی، ۱۳۶۹
- مبانی جامعه‌شناسی، نشر توتیا، ۱۳۸۷

## ترجمه‌
- تکاپوی جهانی، ژان–ژاک سروان–شرایبر، نشر نو، ۱۳۶۲
- خاطرات ریمون آرون، علمی، ۱۳۶۶
- شوربختی روس، هلن کارردانکوس، نشر البرز، ۱۳۷۱
- آینده آزادی، ژان ماری گنو، نشر وزارت خارجه ایران، ۱۳۸۰
- پایان دموکراسی، ژان ماری گنو، نشر آگه، ۱۳۸۱
- منطق کنش اجتماعی: ریمون بودون، توتیا، ۱۳۸۳
- جامعه‌شناسی ماکس وبر، ژولین فروند، توتیا، ۱۳۸۳
- جامعه‌شناسی شهر، یانکل فیالکوف، آگه، ۱۳۸۳
- روش تحقیق در علوم اجتماعی، ریمون کیوی و دیگران، توتیا، ۱۳۸۴
- جامعه‌شناسی هنر، ناتالی هنینک، آگه، ۱۳۸۴
- فرهنگ انتقادی جامعه‌شناسی: ریمون بودون و فرانسوا بوریکو، فرهنگ معاصر، ۱۳۸۵
- جامعه‌شناسی ورزش، ژاک دو فرانس، آگه، ۱۳۸۵
- جامعه‌شناسی جرج زیمل، فردریک واندنبرگ، توتیا، ۱۳۸۶
- جامعه‌شناسی تالکوت پارسونز، گی روشه، نشر نی، ۱۳۹۱
- اروپا: از اسطوره تا واقعیت، هنری دلرسنجر، فرهنگ معاصر، ۱۴۰۰